# Hamburger Fessel
Die Hamburger Fessel ist eine Kombination von Hand- und Fußfesseln, welche unter der Kleidung getragen wird und somit für Außenstehende nicht als Fesselung erkannt werden kann. Gefangene können auf diese Weise in der Öffentlichkeit bewegt werden, ohne dabei Aufsehen zu erregen.
Die Fessel besteht aus einem Paar Fußfesseln und einem Paar Handfesseln, welche durch lange Ketten miteinander verbunden sind. Der Gefesselte ist zwar in der Lage, sich normal fortzubewegen, jedoch sind schnelles Laufen oder große Schritte, wie sie bei einem Fluchtversuch nötig wären, aufgrund der eingeschränkten Bewegungsfreiheit von Armen und Beinen und der daraus resultierenden erhöhten Sturzgefahr nicht möglich.
Die Hamburger Fessel wird von Justizvollzugsbeamten eingesetzt, wenn ein Gefangener außerhalb einer Justizvollzugsanstalt vorgeführt werden muss, zum Beispiel zu einem Arzt, einer Gerichtsverhandlung oder zu einer Beerdigung.